# Eskil Carlsson
Eskil Gustaf Birger Carlsson, född 4 december 1917 i Danderyds församling, Stockholms län, död 27 december 2003 i Ockelbo församling, Gävleborgs län, var en svensk motorcykelförare. Han var jämte brodern, Bertil Carlsson, en av Sveriges bästa förare på jord- och isbana.
Carlsson, till yrket verkmästare, började tävla 1936 och blev i debuttävlingen, ett isbanelopp i Oxelösund, på en 350 cm³-maskin överraskande tävlingarnas snabbaste förare. Hans första stora framgång kom vid SM på 400-metersbana 1938, då han hade samma tid som segraren, Torsten Sjöberg, men på grund av punktering blev placerad som tvåa. Samma år blev han även trea vid SM på 1 000-metersbana. Efter kriget tillhörde han jämte brodern den nordiska eliten på is- och jordbana. På isbana vann han sina flesta segrar 1947 och 1948, då han stod i särklass och bland annat i mars 1947 vann den första tävlingen på Stockholms Stadion. I maj 1948 erövrade han för alltid Pampas-Kannan efter tre segrar i Pampasloppet vid Karlberg i Stockholm samt blev (på Husqvarna) trea i klass C i S:t Eriksloppet på Skarpnäcks flygfält. Carlsson representerade Svenska Motorklubbens Stockholmsavdelning samt var sedan 1946 ordförande i Sveriges Racerförares Förening.